# Toxophora javana
Toxophora javana är en tvåvingeart som beskrevs av Christian Rudolph Wilhelm Wiedemann 1821. Toxophora javana ingår i släktet Toxophora och familjen svävflugor. Inga underarter finns listade i Catalogue of Life.